# مقاطعة كيروف
كيروف أوبلاست هي إحدى الكيانات الفدرالية في روسيا. وتحوي المدن والقرى التالية: بيلايا خولونيتسا،
كيروف، كيروف أوبلاست،
كيروفو-تشيبيتسك،
كيرس،
كوتلنيش،
لوزا،
مالميج،
ميوراشي،
نولينسك،
اوموتنينسك،
اورلوف،
سلوبودسكوي،
سوسنوفكا،
سوفتسك، كيروف أوبلاست،
أورجوم،
فياتسكيي بولياني،
يارانسك،
زوييفكا،
أركول، أفاناسييفو.

## أعلام
- أندريس لاركا